# Eisbrecher
Eisbrecher (pronunciación en alemán: /ˈʔaɪsbʁɛçɐ/) es una banda alemana de Neue Deutsche Härte, compuesta principalmente por Alexander Wesselsky y Noel Pix, con el apoyo de Jürgen Plangger (guitarra), Rupert Keplinger (bajo) y Achim Färber (batería).
El nombre Eisbrecher significa «rompehielos» en alemán. Toda la estética de la banda tiene que ver con su nombre, desde sus letras hasta frases típicas como Ahoi o Und es wird kalt («Y hace frío»). Esto con la finalidad, según ellos, de profundizar en los rincones más íntimos del corazón humano, donde las pasiones y sentimientos están congelados, donde nadie se atreve a buscar nunca, y un lugar donde, en definitiva, hace frío. Además, Alexx suele usar en sus conciertos vestimentas navales.

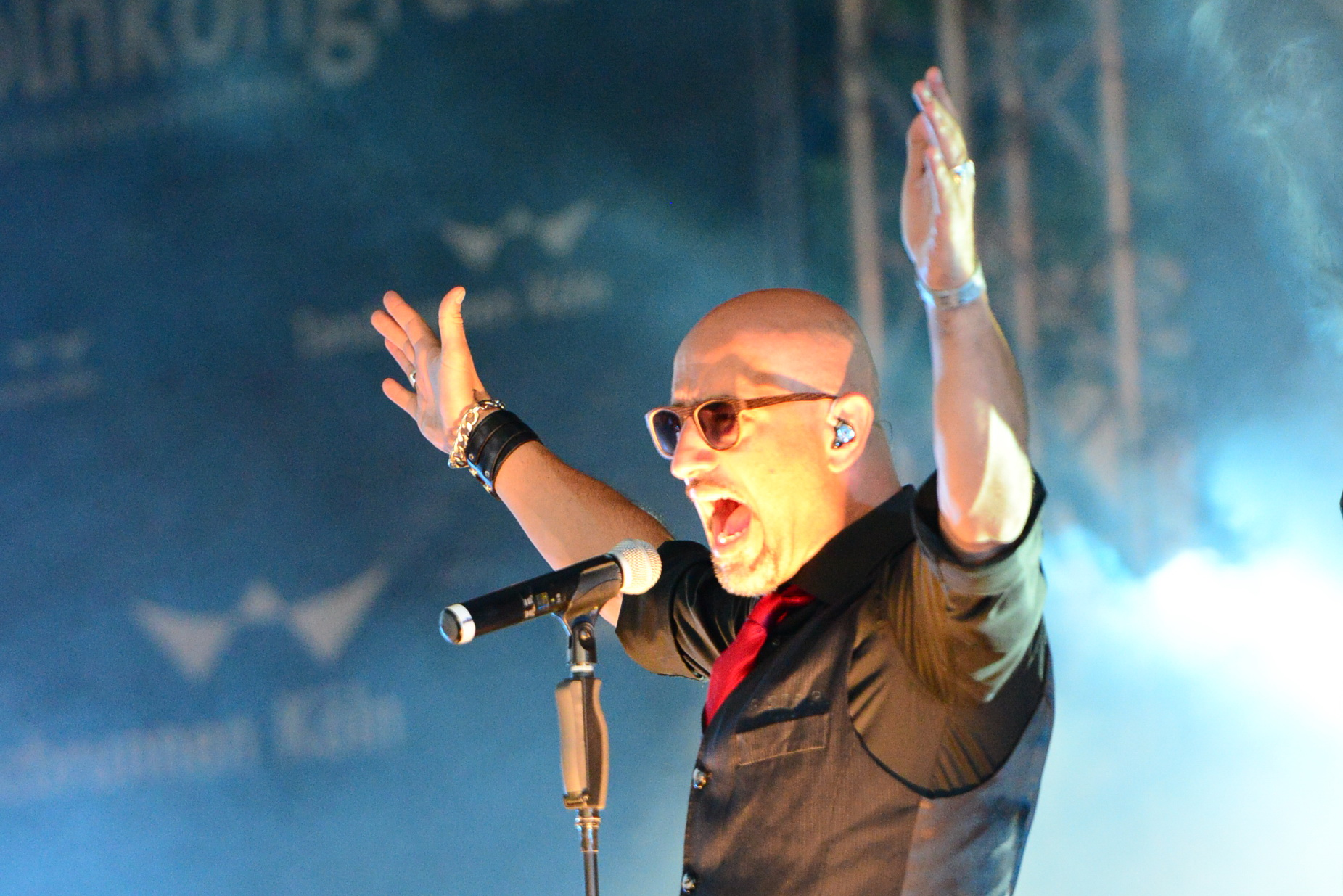
Alexander Wesselsky es el vocalista de la banda.

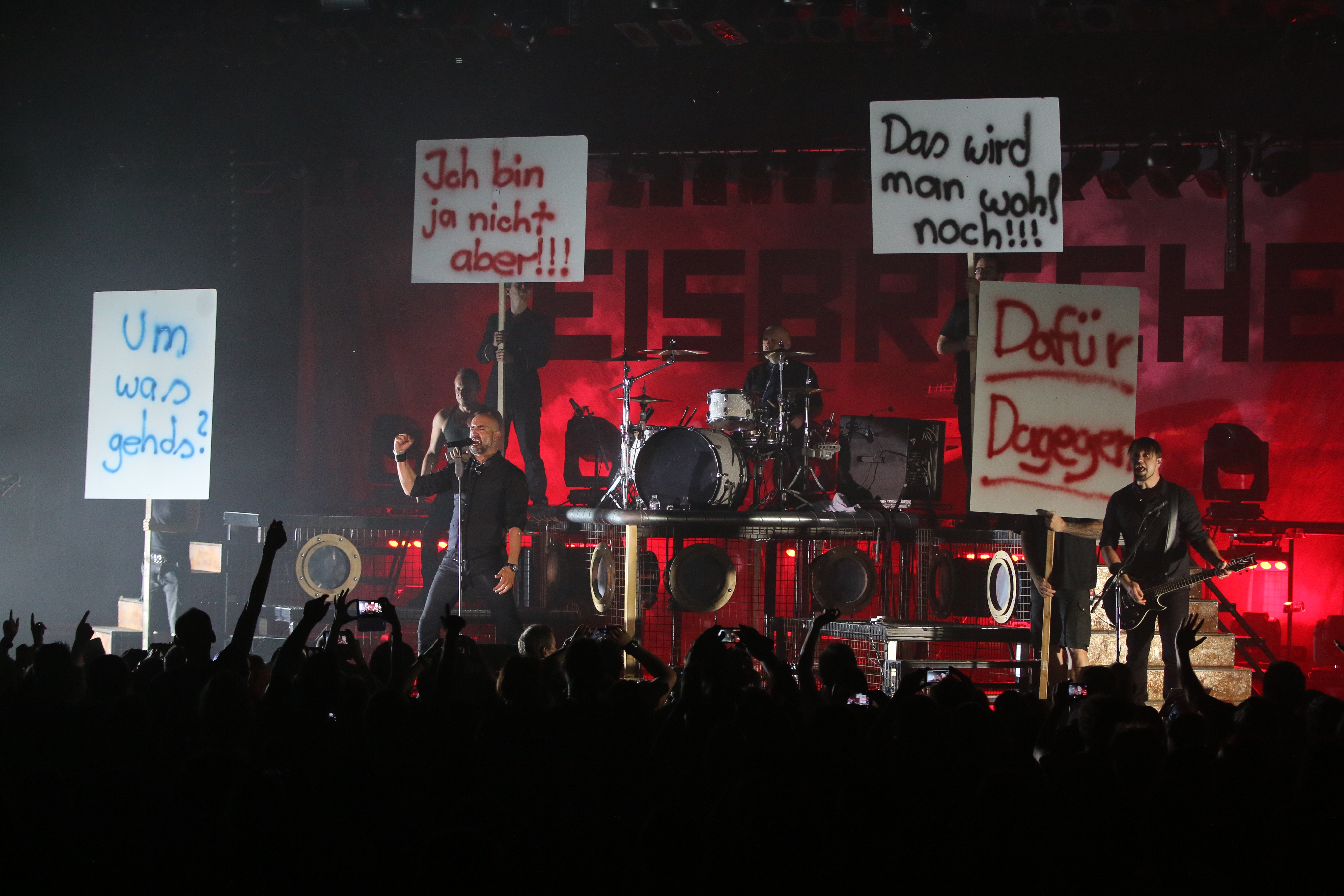
Zelt-Musik-Festival 2016 Freiburg, Alemania

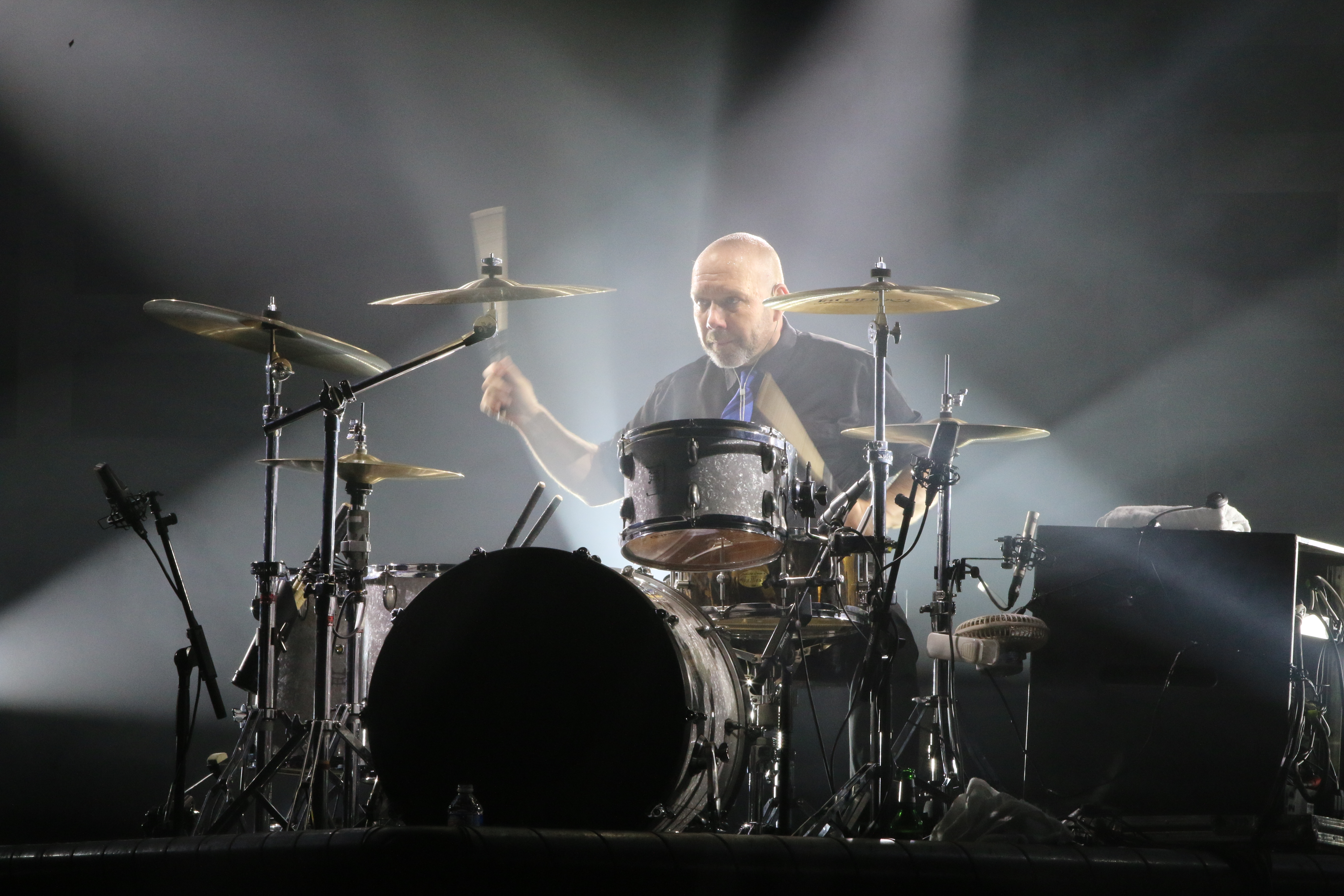
Zelt-Musik-Festival 2016

## Miembros actuales
- Alexander "Alexx"  Wesselsky - Voz
- Jochen "Noel Pix" Seibert - 1.ª Guitarra
- Jürgen Plangger - 2ª Guitarra  (desde 2006)
- Rupert Keplinger - Bajo (desde 2013)
- Achim Färber - Batería (desde 2011)

Miembros pasados:
- Felix "Primc" Homeier - 2ª Guitarra (2004-2006)
- Michael "Miguel" Behnke - Bajo (2004-2006)
- Martin Motnik - Bajo (2006-2008)
- Olliver Pohl - Bajo (2008-2010)
- Dominik Palmer - Bajo (2010-2013)
- Rene Greil - Batería (2004-2010)
- Sébastien Angrand - Batería (2010)

## Formación y el primer álbum Eisbrecher (2003-2005)
Después de que Alexander Wesselsky sale de Megaherz en 2003 (proyecto en el cual fue cofundador) debido a diferencias creativas entre los miembros, contactó con Noel Pix, que ya había trabajado con Megaherz en diferentes pistas. Juntos formaron Eisbrecher y en enero de 2004 lanzaron su primer álbum con el mismo nombre que la banda Eisbrecher. “Mein Blut”, su primer sencillo fue lanzado en junio de 2003 y el tema “Fanatica” se lanzó como segundo sencillo en septiembre del mismo año.

## Antikörper (2006-2007)
El segundo álbum de la banda Antikörper salió en octubre de 2006, y con este debutarían en las listas con el puesto n.º 85 en Media Control Charts. “Leider” sería el primer sencillo para promocionar este álbum lanzado en julio del 2004 y luego en agosto de 2006 se lanzó el doble sencillo “Leider / Vergissmeinnicht” en los Estados Unidos. “Vergissmeinnicht”, también sería puesto a la venta como sencillo en el mismo mes de ese año; es considerada como la canción más popular hecha por Eisbrecher. La banda estuvo de gira con UDO en diciembre de 2006 y en 2007, participaron en dos importantes festivales alemanes, Wave-Gotik-Treffen y Summer Breeze Open Air.

## Sünde (2008-2009)
El único sencillo para este disco, “Kann denn Liebe Sünde sein?” fue publicado en julio de 2008 sólo en Alemania. El álbum debutaría en el puesto n.º 18 en la lista de Media Control Charts, también alcanzando el tercer puesto en las listas alternativas de Alemania. Se habían planificado videoclips para "This Is Deutsch" y "Kann denn Liebe Sünde sein?", pero fueron cancelados en favor de nuevo material y shows en vivo.
En marzo de 2009 la banda firmó un nuevo contrato, esta vez con un sello americano, Metropolis Records, debido a que Dancing Ferret Discs cerrara a finales de 2008.
La banda daría para su entonces su gira más grande entre septiembre de 2008 y octubre de 2009, tocando en Alemania, Austria, Rusia, los Países Bajos y Suiza. El 20 de junio de 2009, Eisbrecher estarían en su primer festival de música austríaca importante, el Nova Rock Festival, compartiendo escenario con Killswitch Engage, Monster Magnet e In Extremo.

## Eiszeit y Eiskalt (2010-2011)
A mediados de abril de 2010 sería lanzado su cuarto álbum de estudio, Eiszeit, logrando en la lista Media Control Charts el puesto n.º 5, en Austria el puesto n.º 34 y en Suiza la posición n.º 76. El primer sencillo (con el mismo nombre que el álbum) “Eiszeit” su publicaría en marzo de 2010, y sería su primer sencillo en debutaren la lista Media Control Charts con el puesto n.º 84.
En agosto de 2010, Eisbrecher firmó contrato con Sony Records y Columbia Records. El sello discográfico anunció en marzo de 2011, que Eisbrecher lanzaría un recopilatorio de sus mejores temas el cual tendría como título “Eiskalt”, que fue lanzado para abril de 2011. Poco después Alexx dijo que el álbum había sido hecho sin conocimiento de la propia banda y que ninguno de ellos había escogido los temas que se incluirían.
En noviembre de 2010, Eisbrecher estuvo de gira con Alice Cooper y Tarja Turunen en el "Theatre of Death Tour" de Cooper en Alemania. Aparecieron en el Nova Rock Festival en Austria el 11 de junio de 2011, el mismo día que Thirty Seconds to Mars, Hammerfall, In Extremo y Linkin Park.

## Die Hölle muss warten (2012-2014)
Durante el concierto en Zugspitze, Alemania el 5 de noviembre de 2011, Eisbrecher presentó nuevas canciones para el próximo álbum titulado Die Hölle muss warten. El álbum fue lanzado en febrero de 2012 y en Alemania obtuvo en el puesto n.º 3, en Austria la posición n.º 21 y Suiza alcanzó la posición n.º 16. El primer sencillo de su próximo álbum fue "Verrückt" fue lanzado un mes antes. El segundo sencillo (con el mismo nombre del álbum) "Die Hölle Muss Warten" se publicaría para marzo de ese mismo año.
Una versión extendida sería lanzado en septiembre de 2012 titulado “Die Hölle Muss Warten: Miststück Edition” con 4 nuevas canciones, incluyendo el tema "Miststück 2012", más un DVD con vídeos en directo, vídeos musicales y documentación de la gira.
Durante mayo y septiembre de 2012, participarían en una cantidad de festivales entre ellos el Festival Mera Luna, Festival Amphi, el Festival Wave-Gotik-Treffen y el Festival de Rock Nova, entre otros. Eisbrecher apoyó a Scorpions para sus shows el 12 de mayo y 13 y 15 y 17 de diciembre de 2012 en Alemania. Luego serían incluidos en el festival más grande de Europa el Wacken Open Air Festival, el 2 de agosto de 2013. En noviembre y diciembre de 2013, se fueron de gira para celebrar su décimo aniversario como banda desde 2003, para ello también lanzarían el sencillo “10 Jahre Eisbrecher” en noviembre. Al año siguiente en su sitio web anunciarían el lanzamiento de un álbum especial titulado “Zehn Jahre Kalt” siendo publicado en marzo disponible solo en los Estados Unidos, con el sello de Metropolis Records.

## Schock (2015-2016)
El 12 de febrero de 2014 Eisbrecher anunció en su página oficial la preparación en su próximo álbum y tendría su lanzamiento a principios de 2015. La banda anunció el 13 de octubre de 2014 que la fecha de lanzamiento para el nuevo disco sería el 16 de enero de 2015 pero un mes más tarde, sin embargo, se anunció que se retrasaría una semana para el 23 de enero de 2015. La portada del álbum y el título, "Schock", fue revelado el 18 de octubre de 2014. El primer sencillo, "Zwischen Uns", llegó a estar disponible a través de descarga digital para noviembre de 2014 y el segundo sencillo, "1000 Narben", fue lanzado dos semanas antes del álbum.
Con el éxito conseguido con "Die Hölle Muss Warten" y "Schock" consiguiendo colocarse entre los primeros puestos de las listas alemanas, la banda anunciaría el lugar de un concierto especial en el "Circus Krone" de Múnich para el 3 de junio, el cual se tomaría para el lanzamiento de su primer DVD en vivo, "Schock Live" fue lanzado para septiembre con el sello discográfico Sony Music. Luego en el mismo mes, el sencillo "Rot wie die Liebe", que se había previsto lanzarse en mayo, finalmente se lanzó el 12 de junio, junto también con un vídeo grabado en la ciudad de San Petersburgo, Rusia donde tienen una gran acogida de fanáticos.

## Sturmfahrt (2017-presente)
Sturmfahrt (en español "Viaje Tormentoso") es el séptimo álbum de estudio lanzado el 18 de agosto de 2017. El primer sencillo fue la canción "Was ist hier los?" con un video lanzado a YouTube desde el canal oficial de la banda.

## Discografía

### Álbumes
- Eisbrecher (26 de enero de 2004)
- Antikörper (20 de octubre de 2006)
- Sünde (22 de agosto de 2008)
- Eiszeit (16 de abril de 2010)
- Die Hölle Muss Warten (3 de febrero de 2012)
- Schock (23 de enero de 2015)
- Sturmfahrt (18 de agosto de 2017)
- Schicksalsmelodien (23 de octubre de 2020)
- Liebe Macht Monster (12 de marzo de 2021)
- Kaltfront°! (14 de marzo de 2025)

### Recopilatorios
- Eiskalt (29 de abril de 2011)
- Zehn Jahre Kalt (11 de marzo de 2014) - Solo EE. UU.

### Sencillos
- Mein Blut (16 de junio de 2003)
- Fanatica (22 de septiembre de 2003)
- Leider (14 de julio de 2004)
- Leider / Vergissmeinnicht (22 de agosto de 2006) - Solo EE. UU., sencillo doble
- Vergissmeinnicht (25 de agosto de 2006)
- Kann Denn Liebe Sünde Sein? (11 de julio de 2008) Solo Alemania
- Eiszeit (19 de marzo de 2010)
- Verrückt (20 de enero de 2012)
- Die Hölle Muss Warten (30 de marzo de 2012)
- 10 Jahre Eisbrecher (29 de noviembre de 2013)
- Zwischen Uns (14 de diciembre de 2014) - Solo Digital en iTunes y Amazon
- 1000 Narben (9 de enero de 2015)
- Rot Wie Die Liebe (12 de junio de 2015)
- Volle Kraft voraus (4 de marzo de 2016)
- Wir sind Gold (8 de mayo de 2016) - Promo CD
- Was ist hier los? (23 de junio de 2017)

### DVD
- Schock Live (2015)

### Videografía
- Schwarze Witwe (2004)
- Herz Steht Still (2005)
- Willkommen Im Nichts (2006)
- Vergissmeinnicht (2006)
- Eiszeit (2010)
- Verrückt (2011)
- Die Hölle Muss Warten (2012)
- Miststück 2012 (2012)
- Zwischen Uns (2014)
- Rot Wie Die Liebe (2015)
- Was ist hier los? (2017)
- Stossgebet (2020)
- Skandal im Sperrbezirk (2020)
- Out of the Dark (2020)
- FAKK (2021)
- Im Guten Im Bösen (2021)
- Himmel (2021)